# فينيه ميتشيل
فينيه ميتشيل هو متسلق جبال وسياسي أمريكي، ولد في 14 نوفمبر 1901، وتوفي في 13 نوفمبر 1995. انتخب عضو مجلس نواب وايومنغ ‏.